# 柳青
柳青（Liu Qing; Jean Liu; ジーン・リウ; Chinese: 柳青; 拼音: LiǔQīng（ 1978年北京生まれ）は、中国のビジネス界のエグゼクティブ。 リウは、中国最大の移動輸送プラットフォームであるDidi Chuxing（滴滴出行、"DiDi"、以前はDidi DuacheおよびDidi Kuaidiとして知られていた）の社長。彼女はゴールドマン・サックスアジアで12年間働き、2012年に常務取締役に就任した後、2014年7月に最高執行責任者を務めるDidi Dacheに転向した。 
Didi Dache社に入社後、Didi Dache社と競合他社であるKuaidi Dache社との戦略的合併を主導し、2015年にDidi Kuaidi社（後にDidi Chuxing社（滴滴出行）にリブランド）という車をレンタルする会社を設立した。
2017年、リウは世界で最も影響力のある人々であるタイム100に選ばれた。彼女は、Cheng Wei（チェン・ウェイ）と一緒にUberに中国事業を売却させ、Uberを中国市場から撤退させた。

## 初期の人生と教育
リウは1978年に北京で生まれた。彼女は中国の実業家でレノボの創業者であるLiu Chuanzhi氏の娘であり、中国銀行のシニアエグゼクティブバンカーであるLiu Gushu氏の孫娘でもある。彼女は北京大学でコンピューターサイエンスの学士号を取得し、ハーバード大学でコンピューターサイエンスの修士号を取得した。彼女はニューヨーク大学から商業科学の名誉博士号を取得した。

## 私生活

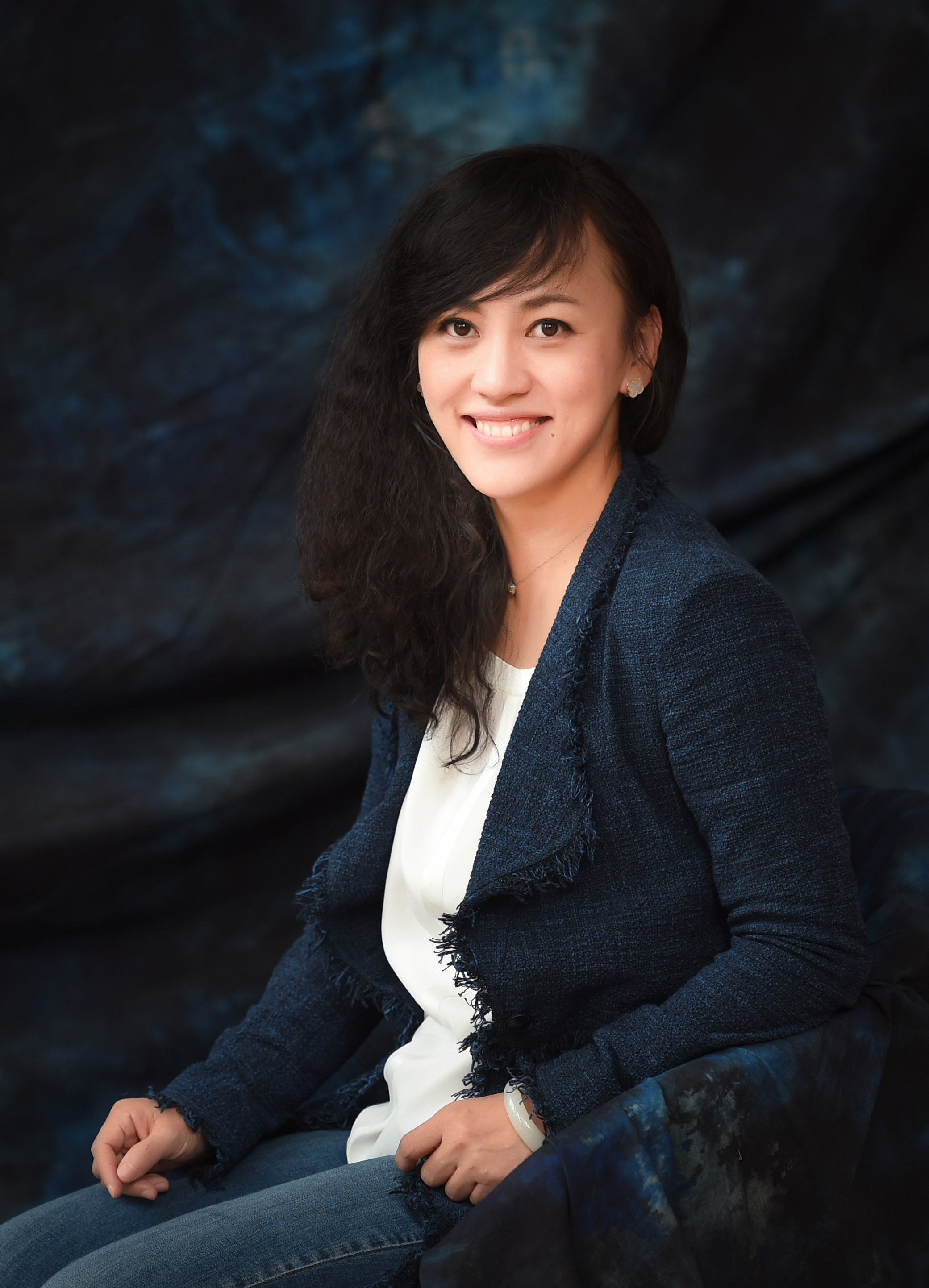
柳青、2016年

リウは現在、家族と一緒に北京に住んでいる。 2015年10月、リウは37歳で乳がんの治療を受けていると社内で発表した。2015年12月初旬、彼女はWeiboに、2か月の治療の後12月末までに仕事に戻ると投稿したDiDiによると、彼女は現在元気で、「かなり長い間オールインモードになっている」。リウは結婚していて、3人の子供がいる。2019年4月16日午後にWechatの自身のアカウント上で、既に離婚をして2年が経過し、現在は”シングルママ”であることを公表した。
ワーキングマザーの中から「2016年の最も強力な50人」の一人に選ばれた後、リウはDiDiで働くことと3人の子供との関係のバランスをどのように取ったかについて話した。